# Ce Acatl Topiltzin
Cē Ācatl Topiltzin Quezalcōātl (Nostro Principe Uno-Canna Serpente Piumato) (13 maggio 895 – 947) è una figura mitologicizzata che appare nei racconti storici tradizionali Aztechi e Nahua del XVI secolo, in cui è identificato con un re tolteco del X secolo.
Secondo la tradizione azteca, i Toltechi erano i loro predecessori che ebbero il controllo politico della Valle del Messico e delle zone circostanti molti secoli prima dell'arrivo degli stessi Aztechi.
Nelle generazioni successive divenne una figura leggendaria, spesso confusa o miscelata con l'importante divinità mesoamericana Quetzalcoatl. Una delle possibili stime pone il suo regno tra il 923 ed il 947, anche se la correlazione tra le date della storia tolteca ed il calendario gregoriano resta incerta, come la definizione stessa di "civiltà tolteca".

## Storia
Topiltzin Cē Ācatl Quetzalcōatl fu il signore dei Toltechi e della loro principale città, Tōllan.
Nacque nel X secolo in una città che oggi si dice essere Tepoztlán. Secondo varie fonti, ebbe quattro possibili padri, il più famoso dei quali è Mixcōatl ("Serpente nuvola"), un guerriero o re tolteco. I capi mesoamericani e gli alti sacerdoti a volte utilizzavano i nomi delle divinità come loro protettori. La madre non viene mai citata, ma si crede che si tratti di Chimalman.
Esistono pochi racconti della gioventù di Ce Acatl, ma tutti affermano che dimostrò al popolo di Tollan il proprio valore, prima come guerriero e poi come sacerdote.
Assunse il comando dei Toltechi e li fece migrare a Tollan. Regnò in pace e prosperità, contribuendo al concetto dei civiltà tolteca. Era generalmente considerato un dio in terra dai suoi seguaci, con poteri simili a quelli del suo omonimo. Secondo la leggenda, il destino accettato del dio fu quello di essersi spostato a Tlapallan dove morì o rimase per sempre.
Cancellò le antiche tradizioni, e durante il suo regno non furono effettuati sacrifici umani. Secondo le varie traduzioni amò così tanto il proprio popolo da pretendere che rispettasse le antiche richieste degli dei. Fece in modo che i Toltechi offrissero loro in sacrificio serpenti, uccelli ed altri animali, ma non uomini. Per espiare i precedenti peccati del suo popolo, e per ripagare il debito contratto con gli dei (creato dalla mancanza di tributi di sangue umano) creò anche il culto del serpente. Questo culto prevedeva il sanguinamento dei praticanti per saziare le necessità degli inferi. Obbligò anche i sacerdoti al celibato, e non permise intossicazioni di nessun genere (considerandoli i due principali peccati commessi dai 400 Mixcohua originali). Questi editti e la sua personale purezza di spirito fecero in modo che Topiltzin Quetzalcoatl fosse amato dai propri vassalli e riverito per generazioni. La figura del re sacerdote divenne tanto importante che i successivi re vantavano una discendenza diretta da Topiltzin Quetzalcoatl per poter legittimare le proprie monarchie.
Una volta abbandonata Tollan, il nome fu utilizzato da altre persone importanti per mantenere una linea di successione, e dai Mexica per poter più facilmente comandare i Toltechi.
Secondo il Codice fiorentino, scritto sotto la direzione del missionario francescano Bernardino de Sahagún, gli Aztechi avevano una leggenda secondo la quale Quetzalcoatl sarebbe un giorno tornato, e per questo motivo l'imperatore Montezuma confuse Hernán Cortés con Quetzalcoatl. Anche altre persone sostennero l'idea che i nativi americani credevano che i conquistador fossero dei, e soprattutto gli storici francescani quali fra' Geronimo Mendieta. Alcuni francescani del tempo seguivano culti millenari, ed il fatto che secondo i nativi i conquistatori spagnoli fossero dei era un'idea che si sposava bene con questa teologia. Anche Bernardino de Sahagún, che scrisse il Codice fiorentino, era francescano.
Alcuni studiosi credono tuttora che la caduta dell'impero azteco sia stata in parte dovuta all'errore di Montezuma, ma altri studiosi considerano il "mito di Quetzalcoatl/Cortés" come una delle tante leggende sulla conquista spagnola che nacquero nel periodo immediatamente successivo alla conquista.

### Retaggio di Topiltzin
Le varie storie si concludono con Topiltzin che viaggia per tutta la Mesoamerica, fondando piccole comunità. Gli Aztechi credevano che la ricerca di Topiltzin del suo sacro luogo di riposo lo abbia portato oltre il mare verso est, da cui promise di fare ritorno un giorno e riprendere il controllo di Cholula. Secondo altre fonti Topiltzin Quetzalcoatl non sarebbe mai più tornato, ma avrebbe mandato rappresentanti ad avvisare o giudicare coloro che abitavano quelle terre. I tlatoani aztechi utilizzarono il mito del grande fondatore di Tollan per legittimare la propria sete di potere. Affermavano che, quali diretti discendenti del re-sacerdote, avevano il diritto ed il dovere di possedere quel luogo fino al ritorno di Topiltzin. Il mito ebbe un ultimo effetto sull'impero azteco. Razionalizzarono i sacrifici di massa che stavano già destabilizzando l'impero quando arrivarono i primi spagnoli. Le storie di Topiltzin accelerarono il collasso della nazione azteca per pura coincidenza, dato che le scambiarono per l'arrivo dei primi spagnoli. Gli Aztechi potrebbero aver davvero creduto di vedere il ritorno del famoso sacerdote quando Hernán Cortés sbarcò nel 1519. Egli arrivava da oltre il mare ad est, indossava un'armatura brillante (proprio come Quetzalcoatl viene spesso raffigurato) ed era accompagnato da quattro uomini (forse confusi con i quattro progenitori dei popoli mesoamericani che sopravvissero al massacro prima di giungere sulla terra, o ai messaggeri di Topiltzin). L'arrivo degli spagnoli spaventò la classe regnante. Temevano di essere smascherati come truffatori e, quindi, di perdere il comando a favore di Topiltzin. Al contrario gli Aztechi oppressi, tassati ed obbligati a combattere le guerre al fine di ottenere uomini sacrificabili, speravano nella nascita di una nuova era di pace ed illuminismo. Alla fine i regnanti Aztechi persero il loro status, ma il popolo non fu liberato dall'oppressione.
Quando gli spagnoli conquistarono la Mesoamerica distrussero innumerevoli opere riguardanti o precedenti agli Aztechi. La storia di Topiltzin Quetzalcoatl fu quasi completamente distrutta quando i conquistador obbligarono a nascondere le poche cose rimaste. Solo da poco tempo sono disponibili nuove traduzioni riguardanti Topiltzin. Sfortunatamente si tratta solo di una parte dell'intera storia. Molte informazioni variano da regione a regione, e sono cambiate nel sorso del tempo (come spesso capita ai miti). Mentre la storia originale potrebbe essere persa per sempre a causa delle ingiurie del tempo, le informazioni rimaste ci permettono di comporre una versione multi-culturale della vita di Topiltzin Quetzalcoatl che permette di far luce sulla persona e sul mito.

## Regalia
Topiltzin Quetzalcoatl viene spesso raffigurato con un copricapo piumato, un bastone curvo (il chicoacolli) ed uno scudo piumato con lo stemma di ehecacozcatl (gioiello del vento).

## Fonti
Cinque principali fonti parlano della storia mitica e dell'origine di Topiltzin Quetzalcoatl. Anche se in qualche punto si contraddicono, forniscono informazioni sui diversi utilizzi del nome Quetzalcoatl.

### Historia de los Mexicanos por sus pinturas
La prima fonte fu scritta da uno spagnolo sconosciuto, e fu in seguito chiamata Historia de los Mexicanos por sus pinturas. Questa versione fu copiata da un testo pre-ispanico attorno al 1531 e potrebbe essere la più antica ricreazione dei codici. È anche considerata la traduzione più breve.
In questa versione vengono descritte le gesta del padre di Quetzalcoatl (qui chiamato Ce Acatl), il dio della guerra Mixcoatl (qui chiamato Camaxtli). Si spiega di come Mixcoatl incontrò la sconosciuta madre, la quale morì dopo aver dato alla luce Ce Acatl. Una volta che Ce Acatl divenne uomo, passò sette anni sulle montagne facendo penitenza (per i propri peccati) ed effettuando autosanguinamenti rituali chiedendo agli dei di renderlo un grande guerriero. Il sanguinamento rituale era d'uso nelle religioni mesoamericane. Passati questi anni, iniziò a combattere e divenne capo di Tollan e dei Toltechi.
Il suo regno fu pacifico e produttivo, e durò 42 anni. Negli ultimi quattro anni il noto arcinemico di Quetzalcoatl, Tezcatlipoca (anche se non viene espressamente citato in questa versione), gli dice che deve partire entro quattro anni per Tlapallan per poter morire.
Quetzacoatl parte, ma porta con sé i suoi seguaci Toltechi. Fermandosi in numerosi villaggi lungo la strada, lascia dietro di sé qualcuno dei suoi uomini fino all'arrivo a Tlapallan, dove muore il giorno seguente. Questa versione contiene un epilogo unico di come Tollan non trovò un nuovo capo per molti anni. Tollan fu infine conquistata, e tutti i Toltechi sacrificati. Come già citato, questa versione è breve, molto probabilmente a causa dell'incapacità spagnola di tradurre il testo, o forse per la mancanza di interesse nella storia completa.

### Libro de oro y tesoro indico
Le seconde traduzioni furono scritte da un gruppo di frati francescani nel 1532, e derivano da un testo originale. Sono note complessivamente come Libro de oro y tesoro indico. Secondo la traduzione dei frati, Topiltzin sarebbe il figlio di Totepeuh, capo di Teocolhuacan.
Suo cognato ne uccise il padre ma, dopo la costruzione di un tempio dedicato al padre, Topiltzin ebbe la sua vendetta. Si parla anche della migrazione a Tollan e Tlapallan, e questa volta si dice esplicitamente che fu comandata da Tezcatlipoca. Il motivo di questo esilio fu che il re non permetteva quello che Tezcatlipoca voleva, ovvero i sacrifici umani. Così se ne andò, come nella precedente versione, con il suo seguito di Toltechi.
Questa versione è stata "cristianizzata" per il bene delle corti spagnole, in cui sarebbe stata letta. Un conquistador chiese ai frati di tradurre il testo in modo da fornire una linea di successione legittima alla donna che intendeva sposare. Per questo motivo il testo fu leggermente riadattato. Una donna i cui parenti effettuavano sacrifici umani non sarebbe stata vista come una moglie accettabile. Andrebbe anche fatto notare che a Topiltzin non vengono mai associati poteri soprannaturali o lo status di dio. L'uomo non avrebbe potuto sposare una donna i cui parenti pretendevano di essere equiparati a Dio.

### Opera di André Thevet
La terza traduzione, scritta dal cosmografo francese André Thevet, fu effettuata a partire da versione spagnola perduta nel XVI secolo. In questa versione Quetzalcoatl è figlio di Camaxtli e Chimalman; e la madre era morta dopo il parto. Questa volta aveva fratelli decisi ad ucciderlo, me egli sfuggì due volte a questo destino. Dopo che i fratelli ebbero ucciso il padre, egli li uccise in una serie di storie collaterali. Divenne capo, si spostò a Tollan, e si crede che divenne un grande dio stregone che governò per 160 anni.
In seguito incontrò Tezcatlipoca che, geloso dell'adorazione che i Toltechi riservavano al loro dio, espulse questa divinità da Tollan. Durante il viaggio Quetzalcoatl ed un gruppo di persone visitarono numerosi villaggi citati. In molti dei villaggi rimase capo dio per secoli.
Esistono due finali. In uno Tezcatlipoca lo segue nel deserto ed il fumo che esce dal suo corpo morto crea Venere. Nell'altro semplicemente fugge a Tlapallan. Questa traduzione è probabilmente la più completa, a causa delle piccole varianti non riscontrabili nelle altre.

### Leyenda de los soles
Un nativo Nahua scrisse la quarta traduzione, la Leyenda de los soles. È molto simile alla prima, ma fornisce una descrizione più approfondita delle avventure di Mixcoatl, e soprattutto del suo incontro con la madre di Quetzalcoatl. Afferma anche che Quetzalcoatl era un essere soprannaturale e simile ad un dio.

### Historia general de las cosas de Nueva España
L'ultima e migliore traduzione fu effettuata da un frate francescano che, a partire da informazioni dei nativi, creò un ampio insieme di testi (noti complessivamente come codice fiorentino) che trattano il pantheon mesoamericano. La lunga versione in spagnolo, Historia general de las cosas de Nueva España di Bernardino de Sahagún, fornisce una visione unica di Topiltzin Quetzalcoatl e della sua vita. La storia base è sempre la stessa, Quetzalcoatl è un dio-stregone che regna su Tollan, passando la sua conoscenza e la sua saggezza ai Toltechi. In questa versione Tollan appare come un'utopia, con stupendi edifici ed una ricca flora, dove le persone vivono contente di ogni aspetto della vita.
Tezcatlipoca giunse e cacciò Quetzalcoatl. Quetzalcoatl allora trasformò Tollan in una città normale. Durante i suoi viaggi, Quetzalcoatl ed alcuni seguaci vengono coinvolti in numerose avventure prima di raggiungere Tlapallan.